# Rödhuvad gam
Rödhuvad gam (Sarcogyps calvus) är en utrotningshotad asiatisk fågel i familjen hökar inom ordningen hökfåglar.

## Utseende
Rödhuvad gam är en medelstor (76–86 cm), kolsvart gam med rätt litet huvud och slanka, spetsiga vingar. Adult fågel har naket, rött huvud, vitt nackkrås och vita lårfläckar samt röda fötter och ben. I flykten syns en bred gråvit vingpanel på armpennornas bas. Ungfågeln är skäraktig på huvud och hals samt har vita undre stjärttäckare.

## Utbredning och systematik
Rödhuvad gam förekommer huvudsakligen på Indiska subkontinenten österut till Myanmar och södra Kina (sydvästra Yunnan) samt i Indokina (södra Laos och Kambodja). Den har på senare tid försvunnit från många områden och är troligen utdöd i Thailand, Bhutan och Malaysia. Inga observationer har gjorts i Yunnan sedan 1960-talet, men kan möjligen förekomma i sydöstra Tibet. Den var även tidigare regelbunden i Pakistan, men är idag mycket sällsynt med bara något enstaka fynd.

## Systematik
Rödhuvad gam placeras vanligen som enda art i släktet Sarcogyps. Den tros vara systerart till en grupp med tre gamar: grågam, vithuvad gam och örongam. Dessa fyra förs ibland allihopa till Aegypius. Rödhuvad gam behandlas som monotypisk, det vill säga att den inte delas in i några underarter.

## Levnadssätt
Rödhuvad gam ses i öppet landskap, i skogklädda låga bergstrakter och torr lövskog med genomrinnande floder, vanligen under 2500 meters höjd och ej nära människan. Den lever av as och kan stjäla från andra gamar, framför allt smutsgamen. Häckningen sker mellan december och september, oftast med äggläggning i februari-mars, och den bygger sitt bo i ett högt träd. Till skillnad från Gyps-gamarna är arten revirbunden och förekommer därför i mindre antal.

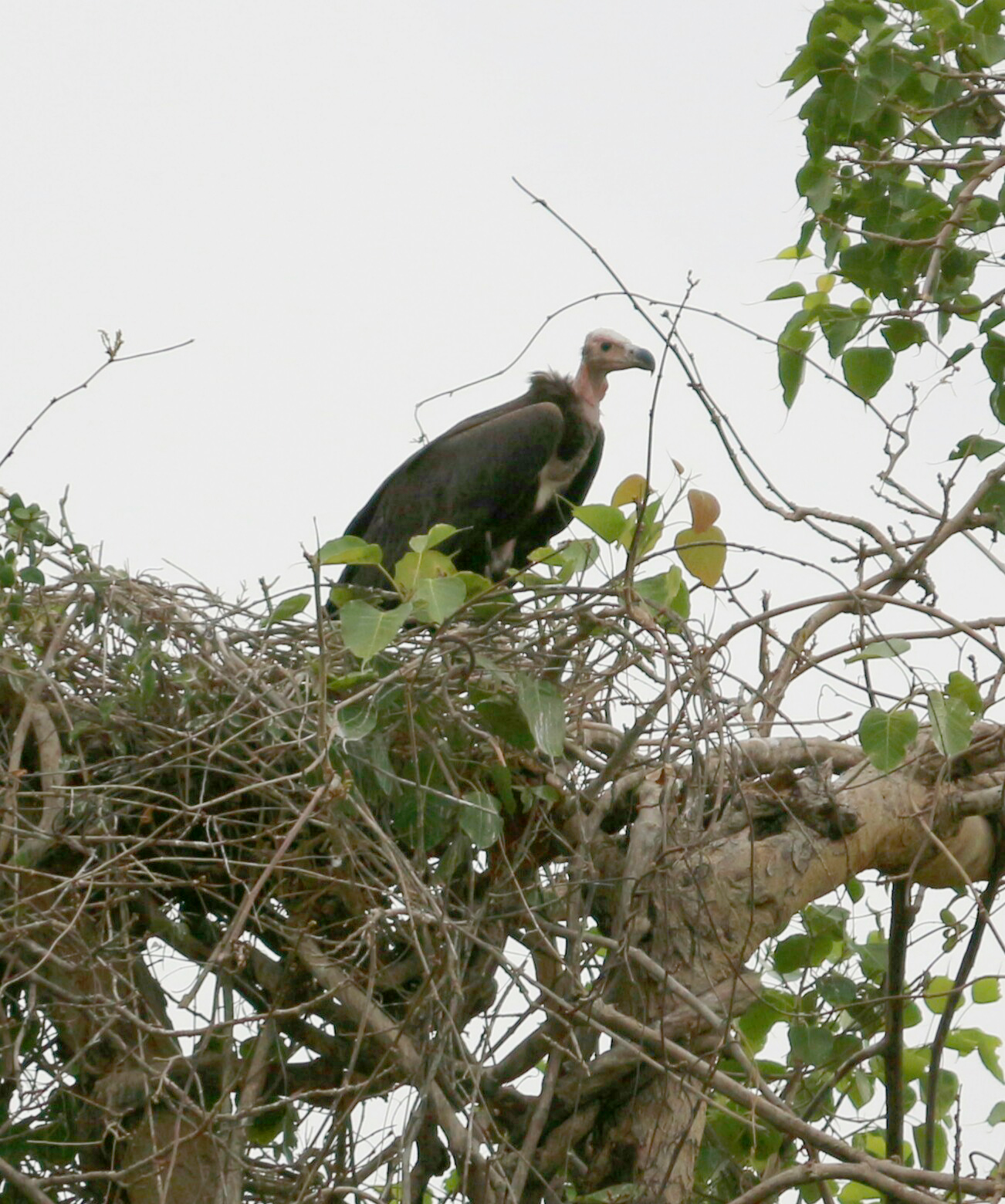
Rödhuvad gam på bo.

## Status och hot
Tidigare var rödhuvad gam en vida spridd och mycket vanlig fågel, men har liksom i princip alla asiatiska gamar minskat mycket kraftigt på senare tid, mellan 1992 och 2003 med hela 94 %. Huvudorsaken tros vara förgiftning när den äter as från döda djur som bär på veterinärmedicinen diklofenak. IUCN kategoriserar arten som akut hotad. Världspopulationen uppskattas numera till mellan 2 500 och 10 000 adulta individer.